# La Gloire
Die Gloire (französisch La Gloire ‚Der Ruhm‘), eine Panzerfregatte und Typschiff der gleichnamigen Klasse der französischen Marine, das von 1860 bis 1879 in Dienst stand. Sie war das welterste hochseetaugliche Panzerschiff. Der Entwurf stammt vom französischen Schiffbauingenieur Henri Dupuy de Lôme.

## Konstruktion

### Rumpf
Die La Gloire wurde unter dem Eindruck der im Krimkrieg von den Franzosen gemachten Erfahrung gebaut, dass nur eine Panzerung Schiffe vor den neuartigen Sprenggranaten schützen konnte. Der Schiffbauingenieur Henri Dupuy de Lôme hatte schon 1845 einen Entwurf für ein mit Eisen gebautes und gepanzertes Kriegsschiff eingereicht, allerdings hatte die französische Regierung abgelehnt. Als Dupuy de Lôme im Jahre 1857, d. h. nach dem Krimkrieg, nochmals Pläne einreichte, nahm die Marine die Pläne an. Man begann mit dem Bau im März 1858 in Toulon. Dupuy de Lôme konstruierte das Schiff in Kompositbauweise; er ließ Kiel und Spanten aus Eisen fertigen, beplankte die La Gloire allerdings mit Holz. Über der Beplankung lag eine Panzerung aus Eisen. Wegen dieser Bauweise war aber die Lebenszeit der Schwesterschiffe Normandie und Invincible kurz; nach zehn Jahren wurden sie verschrottet.

### Folgen der Entwicklung der La Gloire
Die Entwicklung der La Gloire stellt einen wichtigen Wendepunkt im Kriegsschiffbau dar. Bereits 1860 entschieden sich die Briten, auch ein derartiges Schiff zu bauen. Sie nannten es Warrior, und es war das erste Panzerschiff, das vollständig aus Eisen gefertigt war. Auch andere Länder erkannten die Vorteile einer Armierung und derer nun auftretenden Dringlichkeit, da jede Nation Schritt halten wollte und nachrüstete. Deutschlands erstes Panzerschiff, die Arminius, erschien 1864.

### Antrieb
Die La Gloire hatte neben der damals noch üblichen Takelage mit einer Segelfläche von 1100 m² eine Dampfmaschine. Die Horizontal-Tauchkolbenmaschine wurde mit acht Kesseln gefeuert und leistete 2537 PS. Die Leistung wurde auf einen Propeller übertragen. Die Höchstgeschwindigkeit des Schiffes betrug 12,8 Knoten.

### Bewaffnung
Die Fregatte wurde mit 36 162-mm-Geschützen ausgestattet. Man entschied sich nicht dafür, wie vorgesehen, Glattrohrgeschütze zu verbauen, sondern wählte Geschütze mit gezogenem Lauf. Zwei der Geschütze standen auf dem Oberdeck, der Rest in der Batterie. 1866 wandelte man das Batterieschiff in ein Zentralbatterieschiff um. Die Umstellung von Vorderladern auf Hinterlader brachte es mit sich, dass die Geschütze wesentlich größer und länger waren als die bisher gebräuchlichen Kanonen. Ihre Zahl musste deshalb drastisch reduziert werden. Man änderte die Konfiguration der „La Gloire“ auf acht 239-mm-Geschütze und sechs 192-mm-Geschütze.

### Panzerung
Die wesentliche Neuerung der La Gloire, ihr Panzer, war ein Gürtelpanzer, der sich von 1,8 m unterhalb der Wasserlinie bis zum Oberdeck erstreckte. Er war in der Mitte 110–119 mm dick und wurde zu den Enden des Schiffs dünner. Die Art von Panzerplatten, die man zu verbauen plante, wurden von der französischen Regierung getestet. Man beschoss Panzerplatten von verschiedenen Firmen mit dem damals stärksten Geschütz, einem 68-Pfund-Glattrohrgeschütz. Tatsächlich hielt das Eisen den Kugeln stand. Man musste allerdings wegen des hohen Gewichts, das die Panzerung mitbrachte, 1 cm Eisen zur Verstärkung des Rumpfes unter dem oberen Holzdeck befestigen. Die Panzerplatten selbst waren mit 1,76 × 0,5 m relativ klein. Der gesamte Panzer wog 812 t.

## Aktiver Dienst
Die Indienststellung der La Gloire erfolgte im August 1860. Heimathafen war Cherbourg. Zu Kampfeinsätzen kam es während der Dienstzeit der La Gloire nicht, sie galt bereits 1870 als veraltet. Die endgültige Außerdienststellung erfolgte 1879. Das Schiff wurde 1883 verschrottet.